# Farkas Róbert (fafaragó)
Farkas Róbert (Kézdimartonos, 1953. szeptember 22.) a népi fafaragás mestere. Édesapja Farkas János, kerekesmester volt, édesanyja Farkasné Forró Mária, egyszerű háziasszony.

## Gyermekkora
Már kisgyerekként kapcsolatba került a fa megmunkálásának fortélyaival, édesapja mellett sokat segítkezett a műhelyben. Első munkái: cseberfül – és keresztfa díszítés. Az alábbi munkákat 1964-ben, egy műtét miatti kényszer házifogságban készítette
Ifjú éveiben gyakran együtt munkálkodott anyai nagybátyjával, a kézdimartonosi Forró Antal festőművésszel, akinek a művészetek iránti szeretete és elkötelezettsége nagy hatást gyakorolt a fiatal Farkas Róbertre. Így sikerült olyannyira megszeretnie a képzőművészetet, hogy gyakran iskolai vakációkban is meglátogatta Kolozsváron nagybátyját. Otthon, a sok házimunka mellett, gyermekként is mindig szakított időt a fa megmunkálására, az alkotásra.

## Tanulmányai
- Elemi osztály: Kézdimartonos
- V. osztály: Bereck
- VI–VIII. osztály: Kézdimartonos, román szak (megszüntették a magyar szakot)
- 1968 – Felvételi a kolozsvári képzőművészeti középiskolába
- IX–X. Osztály – sepsiszentgyörgyi építészeti szakközép iskola
- 1972–1973 – katonaság
- 1973–2002 – kézdivásárhelyi csavargyár alkalmazottja
- 1980–1982 – sepsiszentgyörgyi építészeti mesteriskola
- 1984–1986 – sepsiszentgyörgyi népművészeti iskola – Fafaragó szak
- 1982–1990 – mint amatőr fafaragó tevékenykedett
- 1989–1990 – bukaresti munkaszolgálat
- 1990-től – ipari engedéllyel rendelkező fafaragó
- 2006 júniusában munkásságáért elismerésben részesíti Dr. Szili Katalin, a Magyar Köztársaság Országgyűlésének elnöke
- 2008-ban megkapja a Népi fafaragás mestere címet, a Romániai Magyar Népművészeti Szövetségtől
- 2010-ben tevékenységének elismerése jeléül Népművészetért Díjat kap a Romániai Magyar Népművészeti Szövetségtől

## Felnőtt évei
Munkásságát, 1982-ben, amatőr fafaragóként kezdte, első műhelye a kézdivásárhelyi Csavargyár hőközpontjában volt. Innen a gyár mögött lévő építőtelepre költözött, majd 1989-ben a tömbház lakásának pincéjében alakított ki magának saját műhelyt. 1990-től 2000-ig a volt tsz tejcsarnokában alakított új műhelyt, 2000–2012 között egy Oroszfaluban kialakított műhelyben dolgozott. 2012-ben, családjával együtt hazaköltözött szülőfalujába, ahol végleges műhelyt rendezett be magának, a szénás csűrt átalakítva.

## Munkássága
Farkas Róbert a népi fafaragás elkötelezett híve, munkáiban a háromszéki motívumok dominálnak, sajátos vonalvezetési stílusban, amelyre a vastag, robusztus elemek jellemzők. Tehetségét leginkább a székelykapuk készítésében érvényesíti. A legelső székely gyalogkaput 1990-ben készítette Marti Sándor számára, Kézdiszentlélekre. Azóta közel 100 székelykapu viseli munkásságának nyomát, a Balti-tengertől egészen Rodostóig. A népművész elmondása szerint az általa készített legimpozánsabb kapu Sepsiszék díszkapuja, amely a Szegedi Vértónál található. A legnagyobb díszkapu Alsólemhényben található.
- Sepsiszék, díszkapu
- Alsólemhény

Legnagyobb munkái között szerepel két református templom belső- és külső díszítése is, ezek Magyarország területén, Bolyon és Hidason találhatóak. Ezenkívül több száz címer, kopjafa, harangláb, dombormű, sakkfigura, esztergált munka és különböző kültéri és beltéri díszítés viseli kezének munkáját.
Farkas Róbert alapító tagja a Romániai Magyar Népművészeti Szövetségnek, amely több oktató tábort is szervezett. Hogy tehetségét és alkotásbeli tapasztalatait megmutathassa az ifjabb korosztály számára, a népművész részt vett ezekben a táborokban, az alábbi helyszíneken: Békéscsaba, Kocs, Szegvár, Alsóörs, Hargitafürdő, Kézdivásárhely, Nyíradony, Csernáton stb.
2006 októberében megjelent az Erdélyi Famívesség c. tanulmány a Pécsi Tudományegyetem Felnőttképzési és Emberi Erőforrás Fejlesztési Kar periodikájában, a Tudás Menedzsmentben, amelyben helyet kapott Farkas Róbert fa megműveléséről szóló tanulmánya is.
Farkas Róbert jelenleg szülőfalujában, Kézdimartonoson él és a mai napig aktívan tevékenykedik, gazdagítva a népi művészetek hagyományát.